# شابر إسوفي
شابر إسوفي (بالهولندية: Shabir Isoufi)‏ (9 مارس 1992 بقندهار في أفغانستان - ) هو لاعب كرة قدم هولندي في مركز الوسط. شارك مع منتخب هولندا تحت 17 سنة لكرة القدم ومنتخب أفغانستان لكرة القدم. أما مع النوادي، فقد لعب مع فاينورد ونادي إكسلسيور ونادي دوردريخت ونادي تلستار ‏ وBVV Barendrecht ‏ وASWH ‏.

## وصلات خارجية
- شابر إسوفي على موقع الاتحاد الدولي (مؤرشف)  (الإنجليزية)
- شابر إسوفي على موقع قاعدة بيانات كرة القدم.إي يو (الإنجليزية)
- شابر إسوفي على موقع ناشيونال فوتبول تيمز (الإنجليزية)
- شابر إسوفي على موقع Soccerway.com (الإنجليزية)